# Claudia Rohnefeld

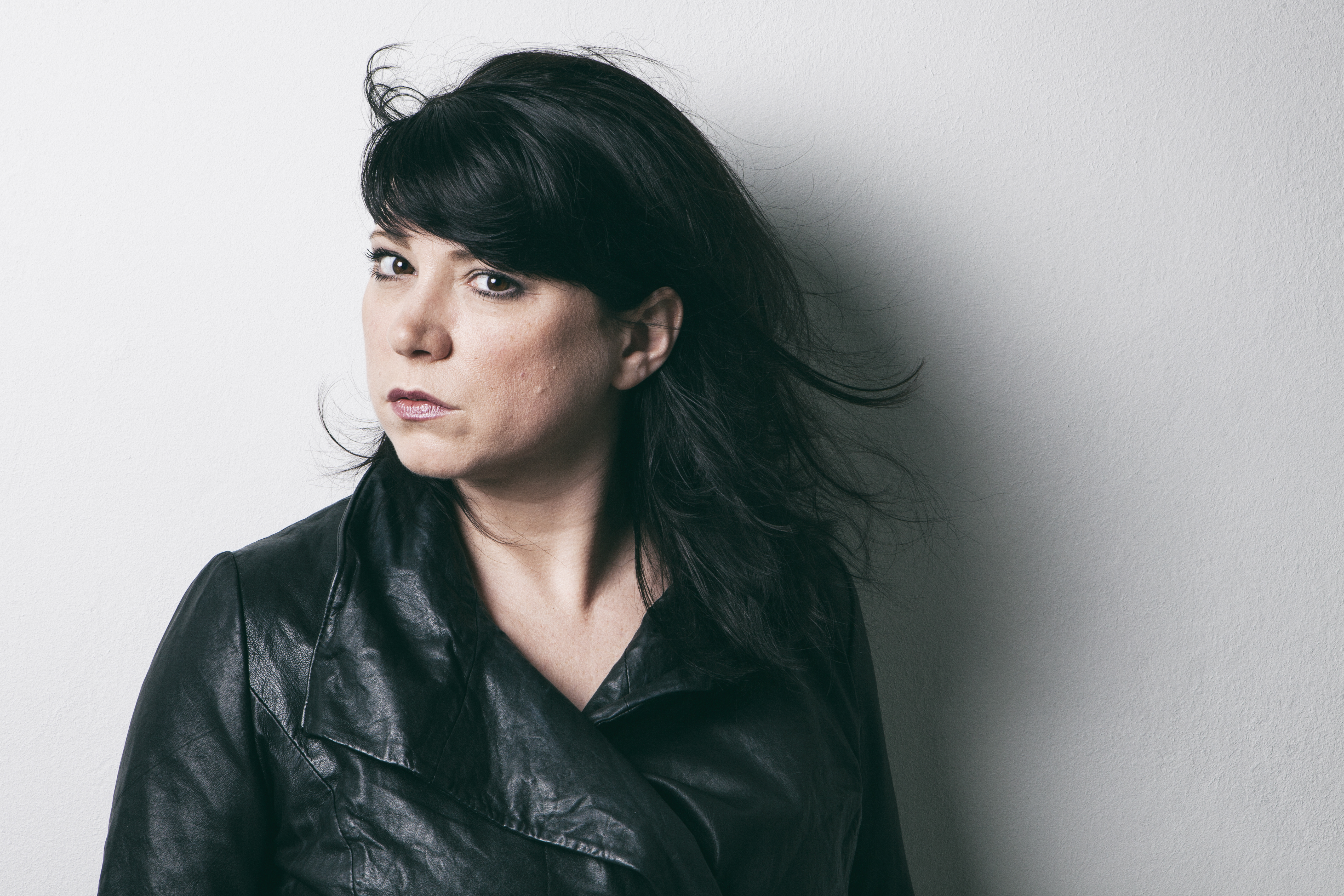
Claudia Rohnefeld (2016)

Claudia Rohnefeld (geboren am 30. Dezember 1974 in Wien) ist eine österreichische Schauspielerin und Sängerin.

## Leben
Rohnefeld studierte Schauspiel an der Schauspielschule Krauss, Ballett bei Irina Borowska Musil, und wurde bereits im zweiten Studienjahr ans Burgtheater engagiert. Dort spielte sie von 1994 bis 1999 in Inszenierungen von u. a. Karlheinz Hackl, Paulus Manker, Claus Peymann, Einar Schleef und Giorgio Strehler. Danach war sie u. a. im Wiener Metropol zu sehen, an der Bühne Baden, im Stadttheater Klagenfurt, beim Musicalsommer Amstetten, den Festspielen Gutenstein und den Wachau Festspielen, am Schillertheater in Berlin, bei den Bad Hersfelder Festspielen, am Schauspiel Essen, im Stadttheater Berndorf und an der Komödie Düsseldorf, sowie bei den Frankenfestspielen Röttingen.
Zu bedeutenden Rollen zählten unter anderem die Annie in Stephen Kings Misery, die Salome Pockerl in Johann Nestroys Talisman, Viola und Hermia in William Shakespeares Was ihr wollt und Sommernachtstraum, die Julie in Ferenc Molnárs Liliom, sowie die Titelrolle in einer Dramatisierung von Michaels Endes Momo. Es folgten gemeinsame Programme mit Ulli Fessl, Reinfried Schießler, Markus Simader und Andreas Steppan. Rohnefeld war in einer Reihe von Revuen des Kabarett Simpl zu sehen, und ab der 2015er Simpl-Revue Bitte alle aussteigen fungiert sie zwei Jahre lang als Conférencière – als erst dritte Frau in dieser Funktion in der mehr als hundertjährigen Geschichte dieser Institution.
Am bekanntesten ist Claudia Rohnefeld dem österreichischen Publikum als Herr Helmi aus Krawutzi Kaputzi, das im Kabarett Simpl über 300 Mal zum Kult-Musical wurde, und als Köchin Susi aus Das perfekte Desaster Dinner, das Rohnefeld an der Seite von Michael Niavarani in Berndorf spielte.
Im österreichischen und deutschen Fernsehen war und ist Rohnefeld u. a. in Die liebe Familie Next Generation, in den Lottosiegern und in der Comedy-Quizshow Was gibt es Neues? zu sehen.
Mitte 2025 wurde bekanntgegeben, dass sie die künstlerische Leitung des Wiener Gloria-Theaters übernehmen soll, dessen Wiedereröffnung für Frühjahr 2026 angekündigt wurde.

## Programme
- Die Blunzen & die Leberwurscht mit Reinfried Schieszler
- Kalamitäten mit Markus Simader
- Mr. und Mrs. Swing mit Andreas Steppan
- Gschisti Gschasti (2018)
- Im Pyjama Seiner Majestät mit Thomas Schreiweis

(2024)